# Stefano Mauri (editore)
Stefano Mauri (Milano, 26 aprile 1961) è un editore italiano.

## Biografia
Stefano Mauri nasce a Milano nel 1961 da Luciano (patron delle Messaggerie Italiane, protagonista nella distribuzione della carta stampata in Italia) e Giovanna Aureli.
Dopo gli studi classici e parallelamente agli studi universitari coltiva già dal 1982 l'hobby della programmazione di personal computer che applica agli studi linguistici prima e all'analisi delle statistiche geografiche nella preparazione della tesi.
Si laurea in Lettere nel 1985 con pubblicazione della tesi di laurea (Il libro in Italia, geografia, produzione, consumo, Hoepli, Milano) nella quale si evidenzia come il numero esorbitante dei titoli pubblicati annualmente dai Paesi occidentali sia direttamente proporzionale al livello di sviluppo e come il consumo librario sia principalmente legato, anche su base locale e provinciale all'interno del territorio italiano, alla ricchezza e allo sviluppo. Nel 1987 si trasferisce a New York dove consegue un Master of Science in Publishing.
Dal novembre del 1988 entra nella Longanesi di Mario Spagnol per fondare l'ufficio marketing del gruppo che include già, oltre a Longanesi, Adriano Salani Editore, Ugo Guanda e la neonata TEA. A quell'epoca il gruppo Longanesi detiene una quota di mercato del 2%. In questo ruolo ridefinisce tutti gli strumenti di marketing, rifonda Il Libraio, riprendendolo dalla tradizione della casa editrice, e riforma il sistema informativo introducendo l'uso dei computer nell'azienda. Nel 1992 diventa direttore generale della Longanesi e gli viene assegnato il compito di gestire la TEA, casa editrice di tascabili del gruppo. Insieme a Renzo Guidieri e sotto la guida di Mario Spagnol la porterà a quadruplicare in pochi anni il fatturato. Dal 1995 assume le cariche di amministratore delegato della casa editrice Corbaccio e di Ugo Guanda. Nel 1997 fonda, assieme a RCS Libri, le edizioni Superpocket (RL Libri).
Dal 1998 si dedica al risanamento e al rilancio di Vallardi assieme a Renzo Guidieri. Nel 1999, alla scomparsa di Mario Spagnol, diviene amministratore delegato del gruppo Longanesi. Nel 2001 fonda assieme a Mario Biondi infinitestorie.it, un sito di informazione dedicato alla narrativa. Alla guida del gruppo acquista nel 2003 la casa editrice Nord, che affida alla gestione di Marco Tarò. Intanto viene incaricato del risanamento della Garzanti anche grazie al successo delle Garzantine allegate ai quotidiani (15 milioni di copie vendute in 5 anni).
Nel 2005 assieme ad Achille Mauri e Luigi Spagnol fonda il Gruppo editoriale Mauri Spagnol (GeMS), fondendo in un'unica proprietà le attività editoriali delle due famiglie.
Nel 2007, con Lorenzo Fazio, Guido Roberto Vitale e Sandro Parenzo, fonda Chiarelettere. Nel 2008 con Luigi Spagnol e Valerie Miles fonda a Barcellona Duomo Ediciones. Nel 2009 il Gruppo editoriale Mauri Spagnol acquisisce la maggioranza della casa editrice Coccinella, specializzata nell'editoria per la prima infanzia, il 100% della casa editrice Bollati Boringhieri di Torino, il 35% della Fazi editore, partecipazione che sarà liquidata tre anni e mezzo più tardi. Nello stesso anno la partecipata Chiarelettere è tra i soci fondatori del Fatto Quotidiano. Fonda Io Scrittore, originale torneo letterario on line dal quale sono nati successi narrativi internazionali. Nel 2010, insieme a Rcs e Feltrinelli, fonda Edigita, oggi principale distributore di ebook dagli editori agli store online. Dal 2012 assume l’incarico di vice presidente e consigliere delegato delle Messaggerie Italiane; nello stesso anno ha luogo la prima edizione di BookCity Milano, manifestazione dedicata al libro e alla lettura, ideata da Stefano Maurie dall’ex sindaco di Milano Giuliano Pisapia. Nel 2018 GeMS, tramite la controllata Guanda, acquisisce la casa editrice Astoria e dal 2019 acquisisce la maggioranza di Newton Compton portando a 20 il numero dei marchi editoriali del gruppo.
Oggi tra i principali ruoli è presidente di Messaggerie Italiane, presidente e amministratore delegato di GeMS, amministratore delegato di Longanesi & C. e Garzanti. È inoltre vicepresidente e direttore del comitato scientifico della  Scuola per Librai Umberto e Elisabetta Mauri. Nel 2021 ha ricevuto il Premio Cesare Pavese, per l'Editoria.